# Perim
Perim je ostrov sopečného původu v Rudém moři, který patří Jemenu. Leží v úžině Bab-al-Mandab, 2,5 km od pobřeží Arabského poloostrova. Má rozlohu 13 km², nejvyšší bod leží 65 metrů na hladinou moře. Povrch ostrova tvoří poušť. Perim má velmi horké (průměrná roční teplota je 30 °C) a suché (ročně spadne okolo 60 mm srážek) klima.

## Historie
- 1513 ostrov navštívil Afonso de Albuquerque
- 1738 obsazen Francouzi
- 1799 majetek Britské východoindické společnosti
- 1857 součást britské kolonie Aden
- 1861 vybudován maják
- 1869 strategický význam ostrova vzrostl po otevření Suezského průplavu. Na Perimu byl vybudován přístav, kde parníky nabíraly uhlí.
- 1937 stanice byla uzavřena; od té doby nemá Perim stálé obyvatelstvo
- 1967 připojen k nezávislému Jižnímu Jemenu
- v sedmdesátých letech na ostrově operovali bojovníci Organizace pro osvobození Palestiny, aby blokovali izraelským lodím přístup do Indického oceánu.[1]
- 1990 součást sjednoceného Jemenu
- 2008 společnost Al Noor Holding Investments oznámila záměr vybudovat most přes Bab-al-Mandab, který by spojil ostrov s oběma břehy